# Jaime Lazcano Escolá
Jaime Lazcano Escolá (castellà: Jaime Escolá)  (Pamplona, 30 de desembre de 1909 - Madrid, 1 de juny de 1983) va ser un futbolista espanyol que destacà a les dècades del 1920 i 1930 jugant amb el Reial Madrid CF i l'Atlètic de Madrid. Va marcar el primer gol del Reial Madrid a la primera divisió el 10 de febrer del 1929. Va ser internacional amb Espanya.

## Trajectòria
Va fitxar pel CA Osasuna el 1925 amb quinze anys, debutant contra l'Arenas Club de Getxo i arribant a guanyar el Campionat Regional de Navarra el 1928. L'estiu de 1928 és traspassat al Reial Madrid per 6.000 pessetes. A la temporada 1935-36 és traspassat a l'Atlètic de Madrid on jugà 12 partits.
Finalitzada la temporada 1935-36, i davant el començament de la Guerra Civil, Lazcano va retirar-se del futbol.
En retirar-se va exercir com a metge, però continuà vinculat al món de l'esport, sent president de la Federació de Pilota el 1963. Va fundar el Club Apóstol Santiago, entitat que tenia com a objectiu promocionar l'esport entre els joves.

## Palmarès
CA Osasuna
- 1 Campionat Regional de Navarra[2]
  - 1927-28

Real Madrid
- 2 Campionats de Primera Divisió
  - 1931-32, 1932–33
- 1 Copa d'Espanya
  - 1933-34
- 3 Campionats Regionals Centre: 1928-29, 1929-30, i 1930-31
- 5 Campionats Mancomunats